# Дуготрајна меморија
Дуготрајна меморија представља компоненту система обраде информација у којој је трајно ускладиштено наше целокупно знање у облику менталних репрезентација. По потреби, ово знање може се побудити и користити. У дуготрајној меморији се налази различит садржај, па је једна од подела унутар ње на декларативно и процедурално знање. Декларативно знање представља знање о чињеницама, о појмовима и информацијама различите врсте. Процедурално знање је знање о процедури како би се дошло до неког жељеног исхода. Подела на ове две врсте само је један од могућих критеријума на основу којих можемо да разликујемо различите врсте садржаја дуготрајне меморије. Постоји и друга класификација, коју је предложио Ендел Талвинг, на епизодичку и семантичку меморију. Епизодичка меморија представља садржаје који се односе на лично искуство. Семантичка меморија се односи на појмове и процедурално знање. Разлика између епизодичке и семантичке је у томе што се садржај епизодичке увек конкретан и односи се на појединачне догађаје и стања која смо имали у свом искуству. Садржај семантичке меморије је апстрактан, јер појединачни појмови у највећем броју случајева представљају категорије које могу да обухвате велики број различитих инстанци, али не могу се изједначити ни са једном конкретном инстанцом. Исто процедурално знање може да се користи у различитим контекстима.

## Епизодичка и семантичка меморија
Информације које чине садржај епизодичке меморије су чулне природе, не потичу из сензација. Садржај епизодичке меморије по правилу се састоји од догађаја које смо имали непосредно или посредно у свом искуству, док се садржај семантичке своди на појмове и идеје. Из ове дистинкције следи да је садржај семантичке меморије по правилу симболичког карактера, доминантно ускладиштен у вербалном коду. Насупрот томе, садржај епизодичке меморије кодован је у оквиру различитих чулних модалитета. Због тога што се у већој или мањој мери пресликавају особине онога што представљају, ове представе називају се аналогним представама.
Садржај семантичке меморије није ограничен само на појмове који се односе на појединачне ентитете већ укључује и шире смисаоне целине које се добијају комбинацијом појмова. Неки појам одређен је преко скупа одлика. Овакав однос појма и његових одлика дозвољава да се појам и скуп одлика изразе у облику пропозиција које представљају минималне јединице знања које могу да стоје као самосталне тврдње. Пропозиције могу да се генеришу не само на основу датог појма и његових одлика, већ пропозициона форма дозвољава стварање неограниченог броја комбинација различитих појмова и њихових одлика. Тиме инвентар семантичке меморије постаје практично неограничен, јер је у њега могуће укључити било коју тврдњу која је део општег знања. Такође, садржај семантичке меморије не може се у потпуности свести на симболички (вербални) код. О многим стварима, људи не могу да се изразе језиком, али то не значи да немају низ представа које потичу из различитих чулних модалитета. Знање о појмовима може бити слојевито, може укључивати знање о многим другим појмовима, али укључује и менталне репрезентације које су кодоване у различитим чулним модалитетима.
Некада садржаји епизодичке и семантичке меморије не морају да буду јасно одвојени. Семантичка меморија се не односи само на поједине ентитете, већ укључује и шире смисаоне целине које се добијају комбинацијом појмова. Свака од одлика неког појма је засебан појам који је и сам одређен преко одлика. Појам и његов скуп одлика зато се могу изразити у облику пропозиције – минималне јединице знања које могу да стоје као засебне тврдње. Пропозиције дозвољавају стварање неограниченог броја тврдњи, па је тако инвентар семантичке меморије практично неограничен. Семантичку меморију такође није могуће ни у потпуности свести на вербални код. Ментална репрезентација неког појма (нпр. пса) може укључивати различите чулне модалитете (лавеж).

### Организација појмова у семантичкој меморији
Знање о појмовима, према Талвинговој класификацији, ускладиштени су у семантичкој меморији. Сваки појам је могуће одредити на основу његових дистинктивних одлика, карактеристика које га једнозначно спецификују и по којима се појам разликује од осталих појмова.